# Neoguraleus lyallensis
Neoguraleus lyallensis é uma espécie de gastrópode do gênero Neoguraleus, pertencente a família Mangeliidae.